# Роћевићи
Роћевићи су насељено место града Краљева у Рашком округу. Према попису из 2022. било је 291 становника.
Овде се налази ОШ „Јован Дучић” Роћевићи.

## Демографија
У насељу Роћевићи живи 342 пунолетна становника, а просечна старост становништва износи 45,8 година (44,4 код мушкараца и 47,1 код жена). У насељу има 156 домаћинстава, а просечан број чланова по домаћинству је 2,60.
Ово насеље је великим делом насељено Србима (према попису из 2002. године), а у последња три пописа, примећен је пад у броју становника.
|  |

| Демографија | Демографија | Демографија |
| Година      | Становника  | Становника  |
| ----------- | ----------- | ----------- |
| 1948.       | 666         |             |
| 1953.       | 669         |             |
| 1961.       | 587         |             |
| 1971.       | 565         |             |
| 1981.       | 515         |             |
| 1991.       | 501         | 487         |
| 2002.       | 405         | 429         |

| Етнички састав према попису из 2002.‍ | Етнички састав према попису из 2002.‍ | Етнички састав према попису из 2002.‍ | Етнички састав према попису из 2002.‍ | Етнички састав према попису из 2002.‍ |
| ------------------------------------ | ------------------------------------ | ------------------------------------ | ------------------------------------ | ------------------------------------ |
|                                      |                                      |                                      |                                      |                                      |
| Срби                                 | Срби                                 |                                      | 404                                  | 99,75%                               |
| непознато                            | непознато                            |                                      | 1                                    | 0,24%                                |

| Година пописа     | 1948. | 1953. | 1961. | 1971. | 1981. | 1991. | 2002. |
| ----------------- | ----- | ----- | ----- | ----- | ----- | ----- | ----- |
| Број домаћинстава | 130   | 141   | 159   | 172   | 158   | 152   | 156   |

| Број чланова      | 1  | 2  | 3  | 4  | 5  | 6 | 7 | 8 | 9 | 10 и више | Просек |
| ----------------- | -- | -- | -- | -- | -- | - | - | - | - | --------- | ------ |
| Број домаћинстава | 38 | 55 | 25 | 18 | 11 | 8 | 1 | 0 | 0 | 0         | 2,60   |

| Пол    | Укупно | Неожењен/Неудата | Ожењен/Удата | Удовац/Удовица | Разведен/Разведена | Непознато |
| ------ | ------ | ---------------- | ------------ | -------------- | ------------------ | --------- |
| Мушки  | 173    | 41               | 118          | 7              | 6                  | 1         |
| Женски | 179    | 16               | 120          | 38             | 5                  | 0         |
| УКУПНО | 352    | 57               | 238          | 45             | 11                 | 1         |

| Пол    | Укупно                    | Пољопривреда, лов и шумарство | Рибарство                            | Вађење руде и камена | Прерађивачка индустрија       |
| ------ | ------------------------- | ----------------------------- | ------------------------------------ | -------------------- | ----------------------------- |
| Мушки  | 87                        | 43                            | 0                                    | 0                    | 10                            |
| Женски | 62                        | 46                            | 0                                    | 0                    | 5                             |
| УКУПНО | 149                       | 89                            | 0                                    | 0                    | 15                            |
| Пол    | Производња и снабдевање   | Грађевинарство                | Трговина                             | Хотели и ресторани   | Саобраћај, складиштење и везе |
| Мушки  | 4                         | 4                             | 5                                    | 2                    | 6                             |
| Женски | 0                         | 0                             | 4                                    | 0                    | 1                             |
| УКУПНО | 4                         | 4                             | 9                                    | 2                    | 7                             |
| Пол    | Финансијско посредовање   | Некретнине                    | Државна управа и одбрана             | Образовање           | Здравствени и социјални рад   |
| Мушки  | 0                         | 0                             | 9                                    | 0                    | 1                             |
| Женски | 0                         | 1                             | 1                                    | 1                    | 3                             |
| УКУПНО | 0                         | 1                             | 10                                   | 1                    | 4                             |
| Пол    | Остале услужне активности | Приватна домаћинства          | Екстериторијалне организације и тела | Непознато            | Непознато                     |
| Мушки  | 2                         | 0                             | 0                                    | 1                    | 1                             |
| Женски | 0                         | 0                             | 0                                    | 0                    | 0                             |
| УКУПНО | 2                         | 0                             | 0                                    | 1                    | 1                             |